# Ногинская (Сямженский район)
Ногинская — деревня в Сямженском районе Вологодской области. Административный центр Ногинского сельского поселения и Ногинского сельсовета.
Расстояние до районного центра Сямжи по автодороге — 3,5 км. Ближайшие населённые пункты — Семениха, Волховская, Сямжа.
По переписи 2002 года население — 650 человек (312 мужчин, 338 женщин). Преобладающая национальность — русские (99 %).